# 크리스토프 라포르트
크리스토프 라포르트(프랑스어: Christophe Laporte, 프랑스어 발음: [kɹɪˈstɔf ɫəˈpɔɹt] ( 듣기), 1992년 12월 11일~)는 프랑스의 자전거 경기 선수이다. 2024년 하계 올림픽 남자 사이클 개인도로 동메달을 획득했다. 그는 프로 선수로서 30회 이상의 우승을 기록했으며 2022년 세계 선수권 대회에서 개인도로 준우승, 2023년 유럽 선수권 대회 개인도로 우승을 달성했다.